# سیاه‌خروس
سیاه‌خروس پرنده‌ای از زیرخانوادهٔ تَذَرویان (Tetraoninae)، راستهٔ ماکیان‌سانان (Galliformes) است.
این پرنده ۴۰ تا ۴۸ سانتی‌متر طول دارد و جثه‌اش بزرگ است. پرنده نر سیاه با جلای سبز آبی، زیر بال‌ها سفید با انحنای به درون، دم دوشاخه، دو لکهٔ سفید روی شانه‌ها و یک لکه قرمز تاج‌مانند بالای هر چشم دیده می‌شود. پرنده ماده کوچک‌تر از نر است و به رنگ قهوه‌ای خرمایی به راه راه عرضی تیره بسیار، زیرتنه خاکستری، دم بسیار کوتاه‌تر از نر که انتهایش مستطیلی شکل است و قرمزی بسیار کوچک و ناواضح بالای چشمش دیده می‌شود. این پرنده، پروازی پر سر و صدا دارد و هنگام نمایش‌های جنسی که هنگام غروب و صبح زود انجام می‌گیرد، پرنده نر با سر و صدا، در هوا جست‌هایی تا ارتفاع ۱٫۵ متر می‌زند.

## گونه‌ها
سرده سیاه‌خروس بال‌داسی Falcipennis
- سیاه‌خروس روسی، Falcipennis falcipennis

سرده سیاه‌خروس کانادایی Canachites
- سیاه‌خروس کانادایی، Canachites canadensis
  - Franklin's grouse, Canachites (canadensis) franklinii

سرده تیره‌خروس‌ها Dendragapus
- Dusky grouse, Dendragapus obscurus
- Sooty grouse, Dendragapus fuliginosus

سرده باقرقره‌های پرپا – Lagopus (ptarmigans)
- باقرقره پرپای بیدی، Lagopus lagopus
  - باقرقره پرپای حنایی، Lagopus (lagopus) scoticus
- باقرقره پرپای صخره، Lagopus muta
- باقرقره پرپای دم‌سفید، Lagopus leucura

سرده سیاه‌خروس‌ها Lyrurus
- سیاه‌خروس سیاه، Lyrurus tetrix
- سیاه‌خروس قفقازی، Lyrurus mlokosiewiczi

سرده تذروها (Tetrao)- ستبرخروس‌ها (Capercaillies)
- ستبرخروس اوراسیایی، Tetrao urogallus
  - ستبرخروس کانتابریایی،  Tetrao urogallus cantabricus
- ستبرخروس نوک‌سیاه،  Tetrao urogalloides

سرده سیاه‌خروس فندقی Tetrastes
- سیاه‌خروس فندقی، Tetrastes bonasia
- سیاه‌خروس چینی،  Tetrastes sewerzowi

سرده سیاه‌خروس یالدار Bonasa
- سیاه‌خروس یالدار، Bonasa umbellus

سرده سیاه‌خروس دم‌سیخ – Centrocercus (sage grouse)
- سیاه‌خروس دم‌سیخ بزرگ، Centrocercus urophasianus
- سیاه‌خروس دم‌سیخ کوچک، Centrocercus minimus

سرده چمن‌خروس‌ها Tympanuchus (prairie grouse)
- Sharp-tailed grouse, Tympanuchus phasianellus
  - چمن‌خروس دم‌تیز کلمبیایی، T. phasianellus columbianus
- چمن‌خروس بزرگ،  Tympanuchus cupido
  - Attwater's prairie chicken, Tympanuchus cupido attwateri
  - Heath hen, Tympanuchus cupido cupido (انقراض، ۱۹۳۲)
- Lesser prairie chicken Tympanuchus pallidicinctus

## زیستگاه
سیاه‌خروس‌ها در حاشیه جنگل‌ها و مناطق کوهستانی و مرتفع به سر برده و در زیر بوته‌های کوتاه یا پای صخره‌ها آشیانه می‌سازد.(1) این گونه از پرندگان در ایران در منطقه حفاظت شده ارسباران دیده می‌شود.